# Casemiro
Casemiro, s polnim imenom Carlos Henrique Casimiro, brazilski nogometaš, * 23. februar 1992, São José dos Campos.
Casemiro trenutno igra za Manchester United.